# Monticomorpha roulinii
Monticomorpha roulinii är en insektsart som först beskrevs av Justin Goudot 1843.  Monticomorpha roulinii ingår i släktet Monticomorpha och familjen Pseudophasmatidae. Inga underarter finns listade i Catalogue of Life.